# Samsung Galaxy A71
El Samsung Galaxy A71 es un teléfono inteligente Android diseñado, desarrollado, comercializado y fabricado por Samsung Electronics como parte de su serie Galaxy A de sexta generación.
La línea A71 consta de SM-A715F/DS, SM-A715F/DSN y SM-A715F/DSM. Las actualizaciones clave con respecto al modelo anterior, el Samsung Galaxy A70, incluyen el sistema operativo Android 10, el chipset Qualcomm Snapdragon 730 y el sistema de cámara. Se anunció en diciembre de 2019 y se lanzó en enero de 2020.
El teléfono tiene una pantalla Super AMOLED Plus FHD+ de 6.7", una cámara de 64 MP de ancho, 12 MP ultra ancho, 5 MP de profundidad y macro de 5 MP, una batería de 4500 mAh y un escáner óptico de huellas dactilares debajo de la pantalla.
En abril de 2020 se presentó una variante 5G estándar del teléfono, así como una variante 5G UW en julio de 2020.

## Especificaciones

### Hardware
El Galaxy A71 tiene una pantalla Super AMOLED Plus Infinity O de 6.7" con una resolución FHD+ 1080x2400 con una relación de aspecto de 20:9 y una densidad de ~393 ppi con Corning Gorilla Glass 3. El teléfono en sí mide 163,6 mm (6,4 plg) x 76 mm (3 plg) x 7,7 mm (0,3 plg) y pesa 179 g (6,3 oz) mientras que la variante 5G mide 162,5 mm (6,40 pulgadas) x 75,5 mm (2,97 pulgadas) x 8,1 mm (0,32 pulgadas) y pesa 185 g (6,5 oz). El teléfono funciona con un chip Qualcomm Snapdragon 730 (8 nm) octa-core (2x2.2 GHz Kryo 470 Gold y 6x1.8 GHz Kryo 470 Silver) y una GPU Adreno 618. La variante 5G está impulsada por un Exynos 980 (8 nm) octa-core (2x2.2 GHz Cortex-A77 y 6x1.8 GHz Cortex-A55) junto con una GPU Mali -G76 MP5, y la variante 5G UW está impulsada por un Qualcomm Snapdragon 765G (7 nm) octa-core (1x2.4 GHz Kryo 475 Prime y 1x2.2 GHz Kryo 475 Gold y 6x1.8 GHz Kryo 475 Silver) y una GPU Adreno 620. El teléfono viene con 6 GB u 8 GB de RAM y 128 GB de almacenamiento interno, que se puede ampliar mediante una tarjeta microSD de hasta 512 GB. Viene con una batería de polímero de litio de 4500 mAh no extraíble que se carga con un cargador súper rápido de 25 W. También tiene un sensor óptico de huellas dactilares en pantalla. 

#### Cámaras
El Samsung Galaxy A71 tiene una configuración de cuatro cámaras dispuestas en forma de "L" ubicadas en la esquina con una protuberancia rectangular similar a la del iPhone 11 y el Pixel 4. La matriz consta de una cámara gran angular de 64 MP, una cámara ultra ancha de 12 MP, una cámara macro de 5 MP y un sensor de profundidad de 5 MP. También tiene una sola cámara frontal de 32 MP, que se encuentra en un pequeño orificio perforado en la parte frontal de la pantalla. Las cámaras traseras pueden grabar video hasta 4K en 30 fps, así como 1080p en 30, 240 y 960 fps. Las cámaras frontales pueden disparar 4K a 30 fps. Las cámaras traseras también tienen Super Steady EIS.

### Software
El Galaxy A71 viene con Android 10 con One UI 2. El teléfono también tiene Samsung Knox para mayor seguridad del sistema. Actualmente, se actualizó a Android 13 con One UI 5.1
El 18 de agosto de 2020, Samsung anunció que algunos dispositivos Galaxy seleccionados serían compatibles con tres generaciones de actualizaciones de software de Android, de los cuales el A71 fue incluido.
El 2 de diciembre de 2020, se anunció que el Galaxy A71 era elegible para la actualización de Android 11 con One UI 3.
Debido a que el A71 se incluye en la lista de tres generaciones de actualizaciones de software de Android, es muy probable que el A71 reciba dos actualizaciones importantes de Android más después de recibir Android 11.

## Historia
El Samsung Galaxy A71 se anunció y lanzó en diciembre de 2019 junto con el Galaxy A51. Samsung anunció más tarde una variante 5G en abril de 2020 con un SoC Exynos 980. Una versión de banda ultra ancha 5G con soporte mmWave es exclusiva de Verizon.